# Eptatretus
Eptatretus é um gênero de peixe-bruxa que possui 15 espécies. Assim como seu gênero irmão, Paramyxine, os animais deste genero possuem vários pares de fendas branquiais.
Suas espécies são as seguintes:
- Eptatretus burgueri
- Eptatretus cirrathus
- Eptatretus deani
- Eptatretus fritzi
- Eptatretus goliath
- Eptatretus hexatrema
- Eptatretus mcconnnaugheyi
- Eptatretus mendozai
- Eptatretus octatrema
- Eptatretus polytrema
- Eptatretus profundus
- Eptatretus sinus
- Eptatretus springeri
- Eptatretus stoutii
- Eptatretus strikrotti